# 11240 Piso
11240 Piso (4175 P-L) là một tiểu hành tinh vành đai chính.